# Maladie de Menière
 Mise en garde médicale
La maladie de Menière est une maladie de l’ensemble du labyrinthe membraneux de l'oreille interne, de cause inconnue (affection idiopathique).
Elle réalise une entité clinique caractérisée par :
- la triade symptomatique associant vertiges vrais (sensations rotatoires), acouphènes et surdité, ces deux symptômes étant fluctuants dans le temps ;
- une lésion endolabyrinthique ;
- une altération de la circulation labyrinthique aboutissant à une modification de pression des liquides labyrinthiques.

## Historique
Prosper Menière a le premier attribué à l'oreille interne la maladie associant des vertiges paroxystiques et une surdité dans son célèbre mémoire présenté à l'Académie de médecine lors de la séance du 8 janvier 1861 sous le titre de Sur une forme de surdité grave dépendant d'une lésion de l'oreille interne, publié seulement en septembre de la même année sous un autre titre Mémoire sur des lésions de l'oreille interne donnant lieu à des symptômes de congestion cérébrale apoplectiforme. Une semaine après la présentation académique de Menière, Armand Trousseau s'appuyait sur la description de Menière pour démanteler la congestion cérébrale. Il confirmait ainsi le rôle de Prosper Menière dans l'identification de cette maladie de l'oreille interne.
Le système du labyrinthe et sa circulation sont identifiés en 1927.
En 1927, le premier traitement chirurgical, par ouverture du sac endolymphatique, est proposé. L'hypothèse d'un déséquilibre entre sécrétion et réabsorption du liquide est émise en 1943.

## Épidémiologie
La prévalence estimée est d'un peu moins de 50 cas par 100 000 habitants, mais fluctue selon les études et les pays.
Il semble exister une légère prédominance féminine. La maladie est plus fréquente chez les personnes de type européen. L’âge de survenue est, en général, compris entre 40 et 60 ans. Avant 20 ans, la maladie de Menière est rare. Les formes familiales ne sont pas rares, ce qui laisse suspecter une cause génétique. De même, la maladie semble associée avec le groupe HLA A2.

## Physiopathologie
La pathogénie de la maladie de Menière reste encore très largement méconnue. L'augmentation de la pression du liquide dans le labyrinthe de l'oreille, appelé hydrops endolymphatique, constitue, indiscutablement, sa caractéristique. Il relève soit d’une hypersécrétion d’endolymphe, soit de son insuffisante réabsorption.
L’hyperproduction d’endolymphe peut résulter de trois phénomènes :
- une élévation de la pression hydrostatique dans le segment artériel de la strie vasculaire entraînant une augmentation de la fuite liquidienne du capillaire vers le labyrinthe, ou une diminution de la pression osmotique plasmatique ayant la même conséquence ;
- une stimulation exagérée du processus de sécrétion ;
- une augmentation de la pression osmotique endolymphatique par accumulation de débris cellulaires ou de macromolécules hydrophiles (par exemple par une perte de la fonction phagocytosique du sac endolymphatique, ou par un déficit en hyaluronidase).

Le déficit de réabsorption de l’endolymphe résulterait d’un dysfonctionnement du sac endolymphatique. L’atteinte du sac peut être secondaire à une atteinte embryonnaire, génétique, infectieuse, traumatique ou autre.
L’hydrops affecte d’abord le canal cochléaire et le saccule (en), puis force la valvule utriculo-endolymphatique, et s’étend à l’utricule et aux canaux semi-circulaires.
Les symptômes de la crise résultent d’une variation brutale ou progressive de la pression endolymphatique avec trois conséquences possibles : rupture du labyrinthe membraneux et intoxication potassique, augmentation de la perméabilité du compartiment endolymphatique, découplage stéréocil-membrane tectoriale avec perturbation de la micromécanique cochléaire.

## Symptômes
La maladie est classiquement unilatérale mais il peut exister une atteinte de l'autre oreille dans un peu moins d'un tiers des cas.
La maladie de Menière, étant une entité clinique, se caractérise par une triade symptomatique clinique et une évolution par crises répétées dont la durée est comprise entre 20 minutes et une journée. Les trois symptômes majeurs sont :
- un vertige itératif survenant en crises spontanées de quelques minutes à quelques heures et se répétant à intervalles variables. Ce vertige est, le plus souvent, giratoire. Deux épisodes de plus de vingt minutes chacun participent au diagnostic du syndrome ;
- des acouphènes qui simulent classiquement un bruit de conque marine. Ils sont constants ou intermittents. Habituellement non pulsatiles, ils apparaissent ou s’accentuent, en règle, dans les instants qui précèdent la crise vertigineuse, constituant ainsi un signe annonciateur avertissant le patient de l’imminence de la crise ;
- une surdité de perception. Constante durant la crise, elle a, comme les acouphènes, une valeur localisatrice et diagnostique. Au début de l’évolution, elle prédomine sur les fréquences graves et présente des fluctuations éminemment caractéristiques de l’affection, avec retour à la normale en quelques heures ou jours. Ces fluctuations, imprévisibles et irrégulières, s’associent souvent à une sensation d’oreille bouchée, de plénitude ou de pression qui cède en règle générale après l’attaque. Au cours de l’évolution, la surdité s’accentue et atteint l’ensemble des fréquences, perd ses fluctuations et se stabilise aux environs de 50–70 dB. La cophose (ou surdité totale), reste exceptionnelle. Cette hypoacousie s’accompagne de signes témoignant de sa nature endocochléaire : atteinte de la discrimination, intolérance aux sons forts, distorsion sonore, diplacousie.

Les signes vagaux (nausées, vomissements, sueurs ; tachycardie) sont fréquents pendant la crise. Il est déconseillé de manger lorsqu'il y a des nystagmus.

## Exploration
L'examen clinique, en dehors des crises, ne montre rien de particulier. Au cours d'une crise peut être mis en évidence un nystagmus horizontal.
L'audiométrie peut montrer un déficit au niveau des basses fréquences.
L'imagerie crânienne (scanner ou IRM) n'est utile que pour éliminer d'autres diagnostics (un neurinome de l'acoustique par exemple).

## Évolution
Dans une période de plusieurs années, les « crises » de vertige se font plus rares ou disparaissent, mais le trouble de l'équilibre est subintrant, l'audition est très souvent altérée.

## Traitement
Il n'existe à ce jour aucun remède pour la maladie, les traitements proposés jouant uniquement sur les symptômes.

### Médicamenteux
Peuvent être prescrits des médicaments antivertigineux (vestibuloplégique) pour une courte durée, certains diurétiques associés à des suppléments potassiques tels la bétahistine, ou (a contrario) les antihistaminiques. L'efficacité de la bétahistine reste discutée,,.

### Non médicamenteux
On peut faire appel à la rééducation vestibulaire lors de ces manifestations pour réagir face aux vertiges. En cas de baisse importante de l'acuité auditive, la mise en place d'une prothèse auditive peut aider.
Le traitement par impulsion de pression positive a également démontré son efficacité sur l’amélioration voire la disparition des symptômes. Il est obtenu par l’utilisation du Meniett, dispositif électronique, généralement au cours de consultations chez un ORL équipé, ou du P100 Menière, dispositif autonome nomade. Le traitement par pression positive nécessite l’implantation préalable d’aérateurs trans-tympaniques (communément appelés yoyos).

### Psychologique
La psychosomatique intégrative lie plusieurs psychothérapies adaptées à chaque cas s'adressant à  des patients motivés et bilantés. Le Dr Anne-Marie Piffaut a tout d'abord proposé les TCC mais en 2000,  face à  des patients très complexes souffrant d'un stress post traumatique l'EMDR a été le traitement de choix. Depuis 2017, la cohérence cardiaque et la résolution émotionnelle EmRes  rendent les patients autonomes pour se traiter. Ils peuvent réguler leurs émotions et ainsi prévenir les crises de la maladie de Menière. L'EMDR ne sera pratiquée que si l'intensité émotionnelle des situations provoquant les crises ou reconnues dramatiques par les sujets, est supérieure à  5 sur 10. Les patients qui ont suivi la thérapie dans le service du Pr C Dubreuil n'ont pas été opérés (neurotomie vestibulaire). Les symptômes avaient soit disparu soit étaient devenus tolérables. En cas de récidive quelques séances ont suffi pour rétablir un équilibre satisfaisant tant fonctionnel que psychique. 

### Chirurgical
Il est proposé dans les cas persistants ou créant un réel handicap quotidien. Plusieurs types d'intervention peuvent être effectuées :
- la décompression du sac endolymphatique (en) qui vise à baisser la pression intra-labyrinthique ;
- la neurectomie vestibulaire (section du nerf vestibulaire) ;
- la destruction du labyrinthe postérieur : labyrinthectomie chirurgicale ou chimique par injection trans-tympanique d'un aminoside ototoxique (gentamicine) ayant pour conséquence d'aggraver la surdité déjà préexistante[21].

L'astronaute Alan Shepard, qui s'était vu interdire de vol à la suite d'un diagnostic de Menière en 1963, est opéré par le Dr William F. House en 1968, et récupère son autorisation de vol l'année suivante,.

### Note
1. ↑  Bilnter : néologisme.